# Eva Bednářová
Eva Bednářová (ur. 8 maja 1937 w Pradze, zm. 6 grudnia 1986 tamże) – czeska ilustratorka i graficzka, laureatka Grand Prix Biennale Ilustracji Bratysława.

## Życiorys
Urodziła się 8 maja 1937 roku w Pradze. W latach 1957–1963 studiowała w Wyższej Szkole Rzemiosła Artystycznego w Pradze, w pracowni prof. Antonína Strnadela. Po studiach rozpoczęła pracę jako ilustratorka. W 1969 roku została członkinią związku grafików SČUG Hollar. Tworzyła ilustracje tak do książek dla dzieci, jak i publikacji dla dorosłych, ilustrując twórczość m.in. Juliusa Zeyera, Michaiła Lermontowa, czy Fiodora Dostojewskiego. Stworzyła prace do przeszło 40 dzieł literackich. W porównaniu do ilustracji, jej grafiki były bardziej osobiste, zapraszające widza do świata wewnętrznej medytacji, której inspirację znalazła w kulturach Wschodu. Czerpała z tradycji symbolizmu oraz informelu.
W 1969 roku otrzymała Grand Prix Biennale Ilustracji Bratysława za ilustracje do zbioru chińskich baśni autorstwa Dany i Milady Šťovíčkovej. Trzy lata później zdobyła pierwszą nagrodę piątej edycji Międzynarodowego Biennale Grafiki Użytkowej w Brnie. W 1977 roku została w Lipsku wyróżniona srebrnym medalem Międzynarodowej Izby ds. Książek dla Młodych. Dwukrotnie otrzymała wyróżnienie w ramach konkursu Nejkrásnější kniha roku (1968, 1978).
Zmarła 6 grudnia 1986 roku w Pradze, w wyniku samobójstwa.
Jej prace znajdują się w zbiorach m.in. National Gallery of Art, Galerii Narodowej w Pradze, Słowackiej Galerii Narodowej, w archiwum Památník národního písemnictví, czy w Stanley Museum of Art przy University of Iowa.